# Католицька церква в Сьєрра-Леоне
Като́лицька це́рква в Сьє́рра-Лео́не — друга християнська конфесія Сьєрра-Леоне. Складова всесвітньої Католицької церкви, яку очолює на Землі римський папа. Керується конференцією єпископів. Станом на 2004 рік у країні нараховувалося близько 186 000 католиків (3,12% від усього населення). Існувало 3 діоцезій, які об'єднували 61 церковних парафій.  Кількість  священиків — 120 (з них представники секулярного духовенства — 69, члени чернечих організацій — 51), постійних дияконів — 0, монахів — 80, монахинь — 39.